# 龙门石窟 (昆明)
昆明西山龙门石窟位于中华人民共和国云南省昆明市西山罗汉崖壁，主要包括旧石室、慈云洞、达天阁三部分，是云南省规模最大的道教石窟。
龙门石窟始凿于明朝嘉靖年间，经清朝时期扩建，形成现在的规模。
- 旧石室：是最早开凿的石窟，窟宽3.14米，深2.72米，高2.7米，呈矩形。洞壁镌有诗刻，功德碑记8方，窟外顶沿有凤凰御书浮雕，取义黄帝“河献图、凤御书”的典故。信息框内配图即为“旧石室”。
- 慈云洞：开凿于清乾隆年间，窟宽5.22米，深3.14米，高2.8米。洞内有石雕送子娘娘观音一尊，高0.82米。
- 达天阁：有门坊、石窟两部分组成。石窟宽4.2米，深2.35米，高2.3米，内有原岩凿就的魁星、文昌帝君、关圣雕像。龙门门坊高2.83米，宽1.55米，地处海拔2300余米的悬崖绝壁，高出滇池414米。

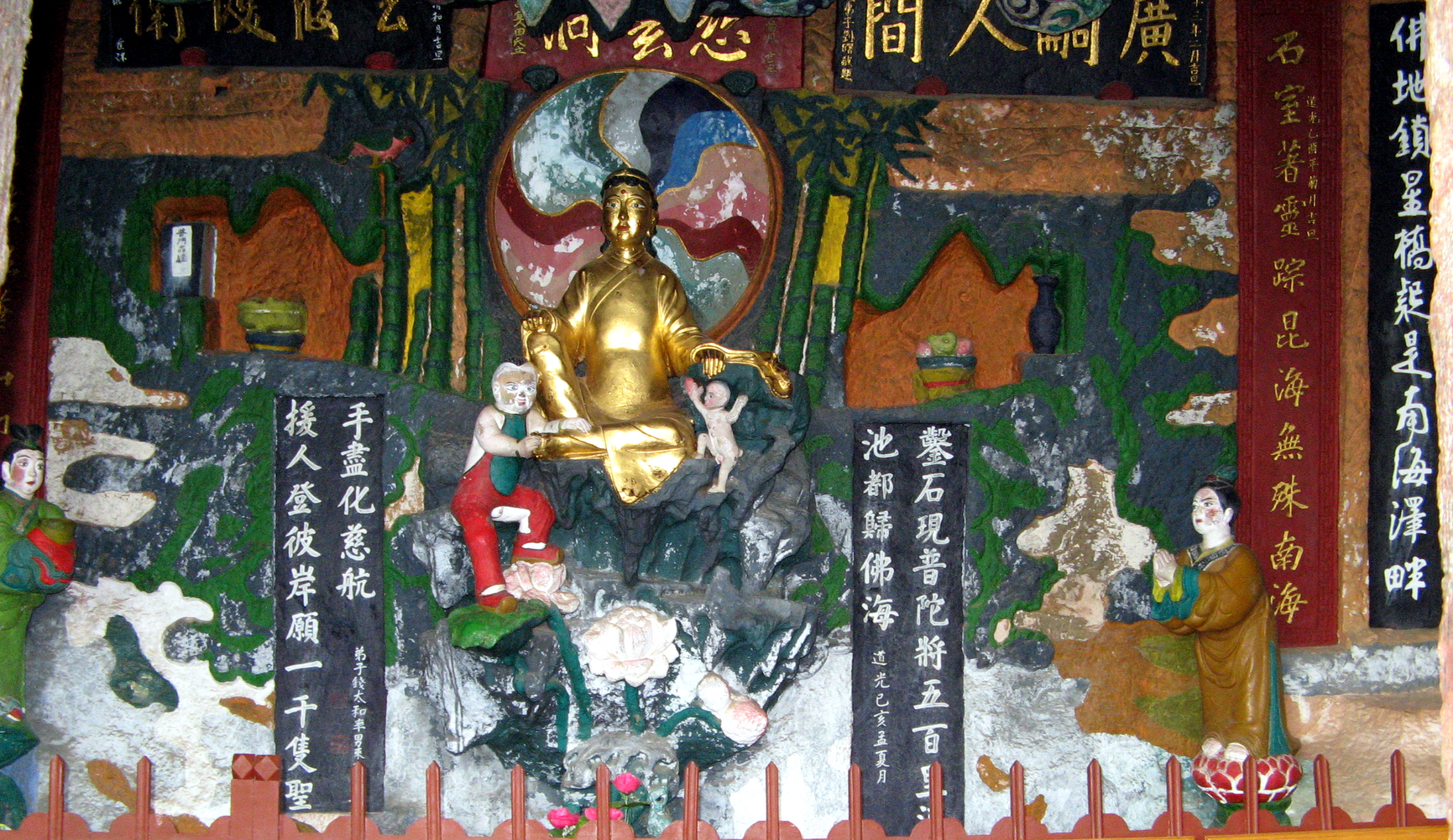
慈云洞内的送子观音
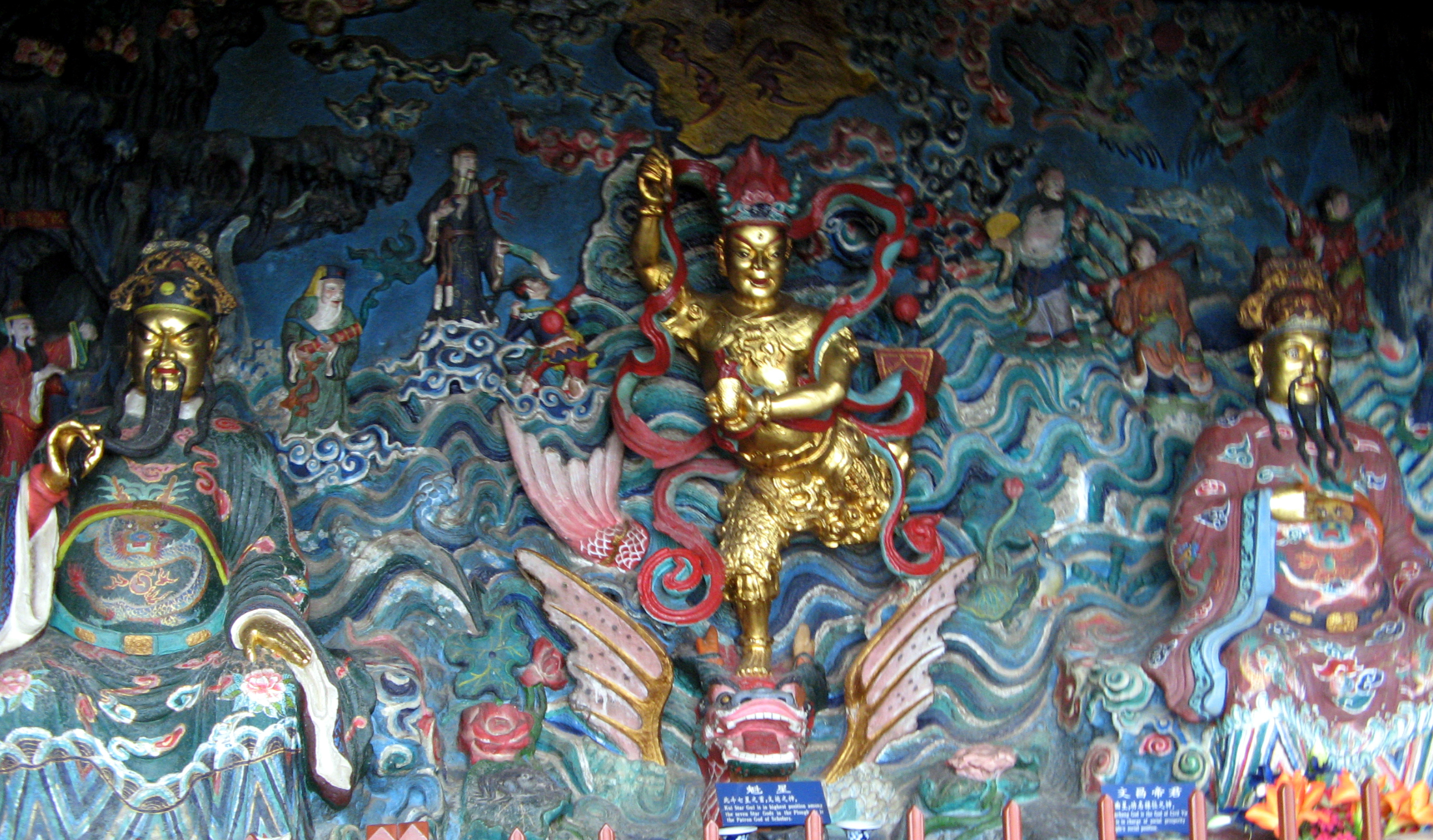
达天阁内的关圣、魁星和文昌帝君
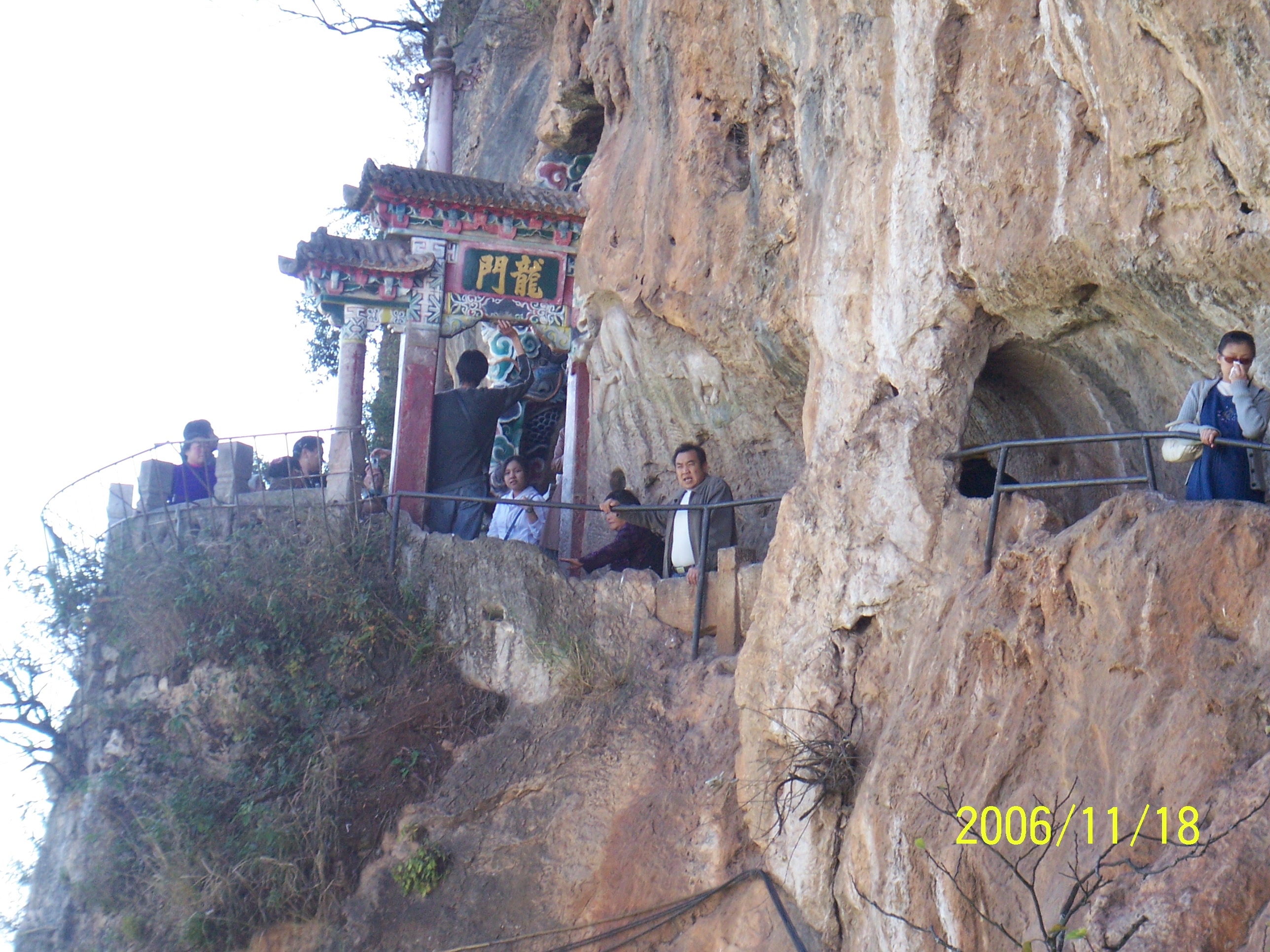
绝壁上的龙门

西山龙门石窟于1961年公布为市级文物保护单位，1993年公布为省级文物保护单位。